# Igreja de Santa Maria (Berry Pomeroy)

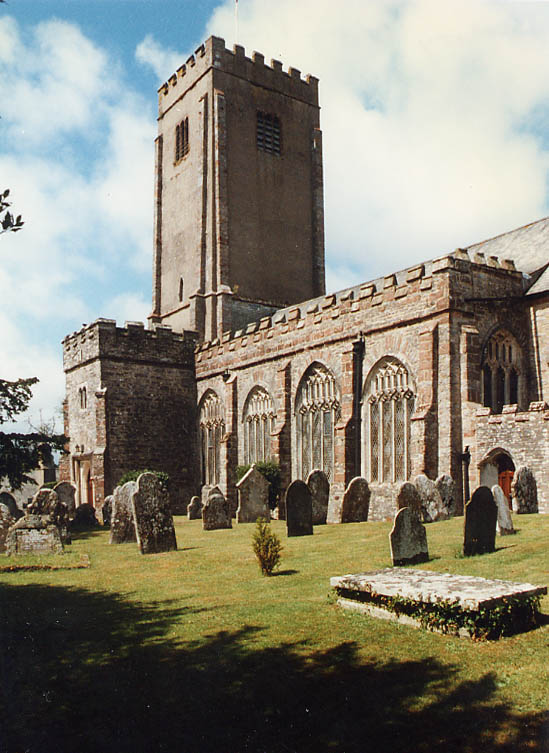
Igreja de Santa Maria, Berry Pomeroy, 1996

A Igreja de Santa Maria é a igreja paroquial anglicana de Berry Pomeroy, em Devon . É um edifício listado como Grau I.

## Vigários da Igreja de Santa Maria
Vigários da Igreja de Santa Maria, Berry Pomeroy:
- John Prince (1681-1723)
- Joseph Fox (1723-1789)
- John Edwards (1789-1834)
- Edward Brown (1834-1843)
- William Burrough Cosens (1843-1861)
- Arthur J. Everett (1861-1896)
- Henry Stewart Prinsep (1896–1908), sobrinho de Susan St Maur, duquesa de Somerset